# Bezirksklasse Magdeburg-Anhalt 1935/36

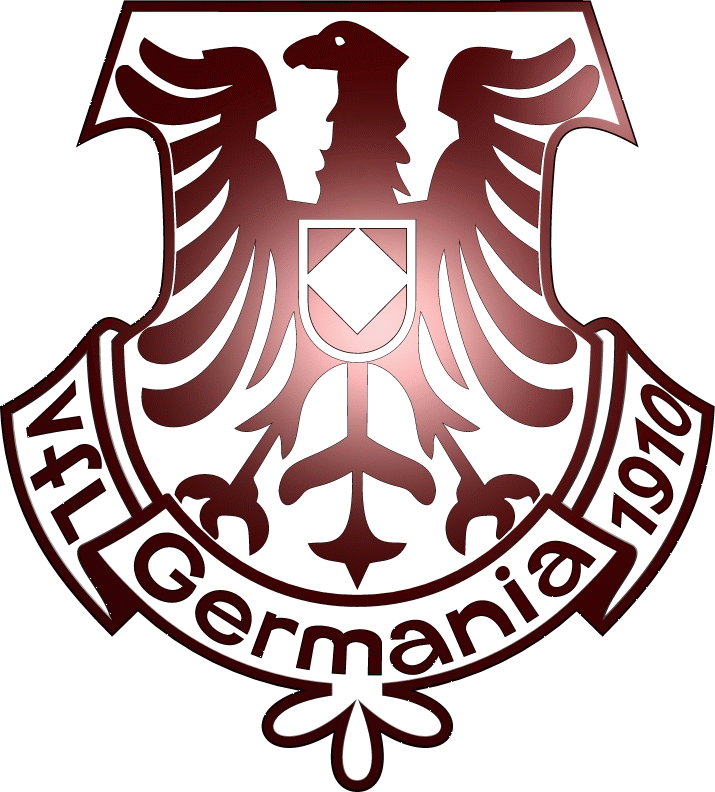
VfL Germania 1910 Wernigerode – Würdiger Vertreter der Region 35/36

Die Bezirksklasse Magdeburg-Anhalt 1935/36 war die dritte Spielzeit der seit 1933 als Unterbau zur Gauliga Mitte fungierenden zweitklassigen Bezirksklasse Magdeburg-Anhalt. Die Liga wurde in dieser Saison mit nur elf Vereinen im Rundenturnier mit Hin-und-Rückspiel ausgetragen, da Vorjahres-Sieger SV Dessau 05 der umjubelte Aufstieg gelungen war, jedoch kein Verein der Gauliga aus der  Mittegau-Bezirks-Region abstieg. Der FC Viktoria Stendal als form-stabiler Vizemeister des Vorjahres, konnte sich in dieser Saison mit nur einem einzigen Punkt Vorsprung vor dem überraschend starken Aufsteiger FC Preußen Burg die Bezirksmeisterschaft sichern. Später, in der Aufstiegsrunde zur Gauliga Mitte scheiterte Altmark-Vertreter Stendal dann allerdings am FC Thüringen Weida und dem SV Merseburg 99 und verpasste somit den ersehnten Aufstieg zur kommenden Saison relativ deutlich.
Die zwillings-gleiche Magdeburger "Bruderschaft" aus Fortuna & Preussen, schwebte im Gleichschritt ausgeglichener Punktausbeute durch den Staffel-Raum. Viktoria 03 Zerbst und der FC Germania aus Halberstadt entgingen dem Absturz in die tiefere Klasse. Die Altmark bestätigte damit ihre dominierende Stellung in dieser Ära eindrucksvoll. Zusammengerechnet vier Platzierungen unter den besten Dreien, innerhalb der letzten zwei Jahre. Es fehlte nur der Aufstieg in die Gauliga, als letzte wirkliche Krönung. Der SV Bernburg 07 und Neuling FC Askania 1900 Aschersleben stiegen desillusioniert in die Kreisklasse Anhalt, bzw. Kreisklasse Harz ab.
Den Aufstieg erspielten sich der VfB 1906 Schönebeck und der FC 1915 Mildensee, die beide die SpVgg 04 Thale knapp hinter sich ließen.

## Abschlusstabelle
Tabellen, Zahlen und Resultate sind aus den im Unterpunkt Quellen notierten Zeitungen entnommen.
Gespielte Spiele: 110 / Erzielte Tore: 562

(3. Spielzeit - Saison-Beginn: 08.09.1935)
| Pl. | Verein                      | Sp. | Tore  | Quote | Punkte |
| --- | --------------------------- | --- | ----- | ----- | ------ |
| 01. | FC Viktoria 09 Stendal      | 20  | 56:35 | 1,60  | 26:14  |
| 02. | FC Preußen 02 Burg (N)      | 20  | 52:40 | 1,30  | 25:15  |
| 03. | Saxonia 07 Tangermünde      | 20  | 53:47 | 1,12  | 24:16  |
| 04. | VfL Germania Wernigerode    | 20  | 66:45 | 1,46  | 23:17  |
| 05. | SV 09 Staßfurt              | 20  | 54:52 | 1,03  | 21:19  |
| 06. | FV Fortuna Magdeburg        | 20  | 66:50 | 1,32  | 20:20  |
| 07. | MSC Preußen 99              | 20  | 46:52 | 0,88  | 20:20  |
| 08. | Viktoria 03 Zerbst          | 20  | 43:46 | 0,93  | 18:22  |
| 09. | FC Germania Halberstadt     | 20  | 46:53 | 0,86  | 18:22  |
| 10. | SV 07 Bernburg              | 20  | 40:56 | 0,71  | 17:23  |
| 11. | FC Askania Aschersleben (N) | 20  | 40:86 | 0,46  | 08:32  |

| (N) | Aufsteiger aus den 1. Kreisklassen |

(bei Punktgleichheit entschied in allen Klassen und Runden jeweils der Torquotient über die Tabellen-Platzierung)

## Aufstiegsrunde
In der Aufstiegsrunde spielten die 4 Gewinner der einzelnen 1. Kreisklassen um die beiden Aufstiegsplätze zur Bezirksklasse Magdeburg-Anhalt 1936/37.
Gespielte Spiele: 12 / Erzielte Tore: 72 /  Ausspielung: 17.05. - 28.06.1936

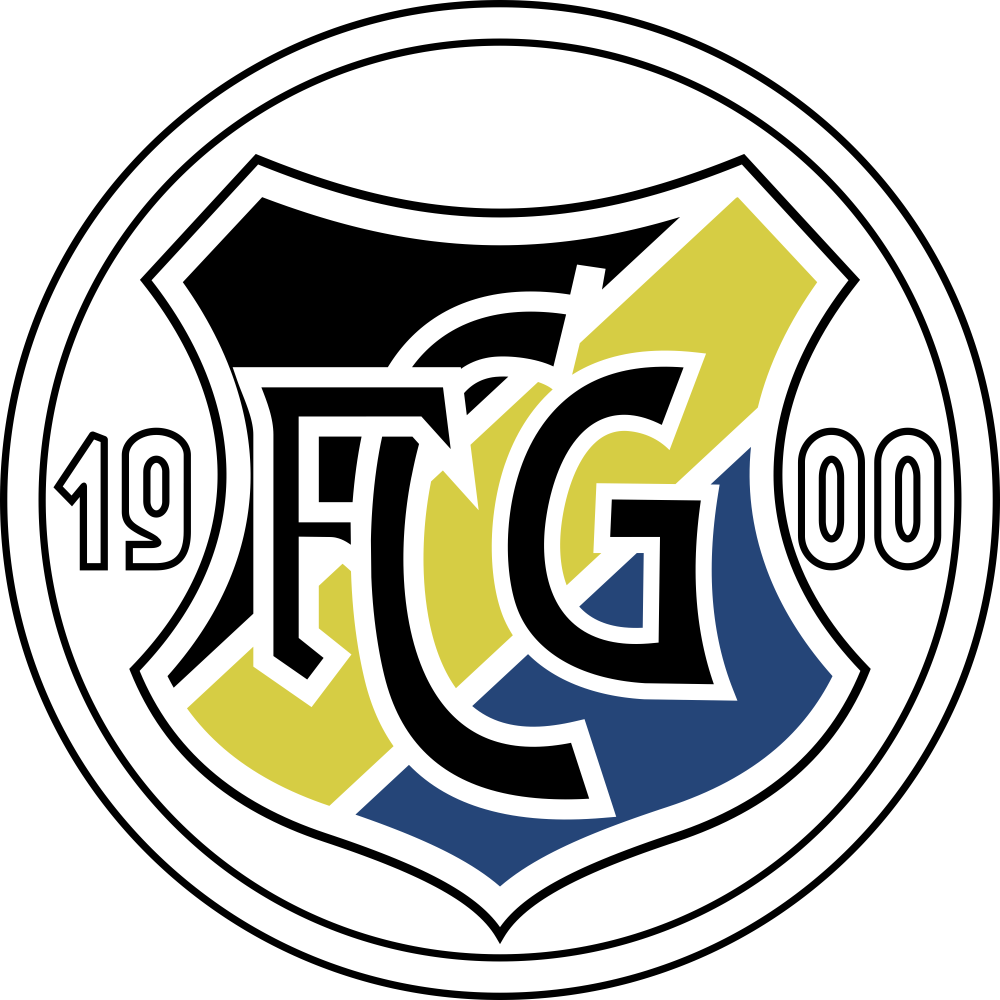
Pas des Deux de Harz FC Germania Halberstadt Knappe Rettung 1935/36

| Pl. | Verein                                              | Sp. | Tore  | Quote | Punkte |
| --- | --------------------------------------------------- | --- | ----- | ----- | ------ |
| 1.  | VfB 1906 Schönebeck (Sieger Kreisklasse Magdeburg)  | 6   | 23:14 | 1,64  | 7:5    |
| 2.  | FC 1915 Mildensee (Sieger Kreisklasse Anhalt)       | 6   | 13:11 | 1,18  | 7:5    |
| 3.  | SpVgg 04 Thale (Sieger Kreisklasse Harz)            | 6   | 19:20 | 0,95  | 6:6    |
| 4.  | FV Fortuna Tangermünde (Sieger Kreisklasse Altmark) | 6   | 17:27 | 0,62  | 4:8    |